# Den femte vågen
Den femte vågen (originaltitel: The 5th Wave) är en science fiction-roman från 2013 av Rick Yancey. Boken handlar om den 16-åriga Cassie Sullivan som är en av de sista överlevande efter en serie utomjordiska attacker. En filmatisering är gjord med Chloë Grace Moretz i huvudrollen. Filmen hade biopremiär den 22 januari 2016 och har regisserats av J Blakeson.

## Mottagande
Den femte vågen fick positiva recensioner från flera kritiker. Vissa har jämfört boken med Hungerspelen och Vägen.
The New York Times listade den som en av de bästa ungdomsböckerna från 2013, och hamnade på Goodreads finallista för bästa fantasy och science fiction-roman.

## Uppföljare
En uppföljare, med titeln The Infinite Sea (Det oändliga havet), släpptes den 16 september 2014.